# Castell de Balchik
Castell de Balchik (en búlgar: Двореца в Балчик) situat a la ciutat de Balchik (Bulgària) va ser una residència de la reina Maria de Romania, durant el període en què el Quadrilateral pertanyia a Romania.
Construït a la costa del Mar Negre, el castell comprèn un jardí botànic, una sala de fumadors, un celler, una cel·la del monestir, una font d'aigua, diverses viles residencials i altres edificis.
El castell, sobrenomenat per la reina Tenha Yuva ("niu solitari" en turc) és en realitat una gran vil·la amb parets blanques i teulades de teula vermella custodiades per un minaret, construïda segons els plans i gustos de la reina Maria, al llarg de tres terrasses. Combina elements de l'estil otomà amb el de les cases búlgares. L'originalitat d'aquest estil eclèctic i del nom turc s'explica per l'interès de la reina (i d'altres persones en l'aristocràcia i la gran burgesia d'aquella època) per la religió bahaí predicada originalment pels predicadors de Bahaulla i el seu fill Shoghi Effendi Rabbani., i a la reina per la professora nord-americana Martha Louise Root (1872 - 1939).
La riba del mar arriba originàriament a la terrassa inferior, amb un petit penya-segat, però als anys cinquanta la van separar de les ones a través d'un dic i una nova terrassa de formigó, en la qual hi operen cafès i restaurants a l'estiu. El recinte del castell comprèn sis cases, una per a cadascun dels fills de la reina Maria. També des del seu desig es va construir la capella “Stella Maris”, d'estil ortodox, on la reina callava. Es va sentir tan bé al "Niu Solitari" que la reina va deixar el desig que després de la seva mort, el seu cor es mantingués dins de la capella.

## Història del castell de Balchik
El castell va ser construït sobre un terreny que el banquer Ioan Hrissovelonis va oferir a la reina, un terreny ampliat per l'adquisició per part de l'estat romanès d'altres terres veïnes dels locals. A prop del palau es va construir un minaret, que accentua l'ambient oriental. La vil·la "Lonely Nest" va ser dissenyada per l'arquitecte E. Guneș i va ser construïda entre el 1925 i el 1929, les obres van ser executades per les empreses italianes Agostino Fabro (decoracions) i Giovanni Tomasini (maçoneria, pavimentació, mosaics i asfaltat), sota directa supervisió del secretari privat de la reina: Gaëtan Denise. El segon edifici del domini reial a Balchik va ser la vila Mavi Dalga ("Ona blava" en turc), que constava de 16 habitacions, que contenien els apartaments del príncep Nicolau i les dames d'honor. Al costat hi havia la "Casa Suitei", amb les habitacions distribuïdes en forma de ferradura, amb columnates al mar i columnes a l'interior. Un dels visitants famosos del castell de Balchik va ser Paul Morand, escriptor i diplomàtic, que va ser allotjat al palau de la reina.
Quan el Quadrilateral va ser retornat a Bulgària pel tractat de Craiova el setembre de 1940, el castell va passar de la propietat de la branca romanesa de la família Hohenzollern-Sigmaringen a la de la branca búlgara de la família Saxònica-Coburg i Gotha (de la qual la reina Maria també en formava part). El setembre de 1944, l'exèrcit soviètic va acampar al castell, que va ser saquejat completament, incloses les portes i les finestres. Als anys cinquanta, el Partit Comunista Búlgar va decidir renovar i transformar el castell en una "casa de descans" per als seus activistes. Als anys seixanta es va transformar en un museu, les autoritats culturals búlgares van intentar aconseguir mobles, pintures i icones a l'estil dels que apareixien a les poques fotos que mostraven l'interior del castell, tal com semblava originalment. El jardí es va convertir en museu botànic, passant a la custòdia de la Universitat de Sofia.
Com a llocs dedicats a la pregària, la reina va construir una petita església (originalment anglicana, la seva religió en la seva joventut), un temple bahà'í anomenat "Maria Ruh" i la capella ortodoxa "Stella Maris", projectada per l'arquitecte Rogha Bihab, l'interior del qual va ser pintat el 1930 pels pintors locals A. Damian i Papatriandafilos. Per voluntat de la reina a través del seu testament, una caixa que contenia el seu cor va ser dipositada en aquesta capella el juliol de 1938, i es va traslladar a la tardor de 1940, després de la rendició del Quadrilateral a Bulgària, al castell de Bran i després de la guerra al Tresor del Museu Nacional, història, a Bucarest.

## Finca del castell de Balchik
- Entrada: estand Sentinel
- La font de plata
- El jardí d'Allah
- Vil·la "Fletxa blava"
- Racó "Magnolia"
- El temple de l'aigua
- Capella Stella Maris
- La santa primavera
- Jardí de Getsemaní
- El carreró de l'ona blava
- dic
- Jardí de la cort anglesa
- Cascada
- "Pont dels Sospirs"
- Vil·la "Molí"
- Vila "Salon"
- Restaurant "Crown"
- El carreró del vi
- El tron de la reina Maria
- Castell de la Reina Maria: la vila "Niu tranquil"
- El carreró dels segles
- Habitació per a fumadors
- Jardí del Laberint
- La tomba de la reina Maria
- Gutman Villa
- Suite House ("Sabur Jevi")
- Craing Garden
- Vila "Izbânda"
- Vil·la "Bolet"

## Galeria d'imatges

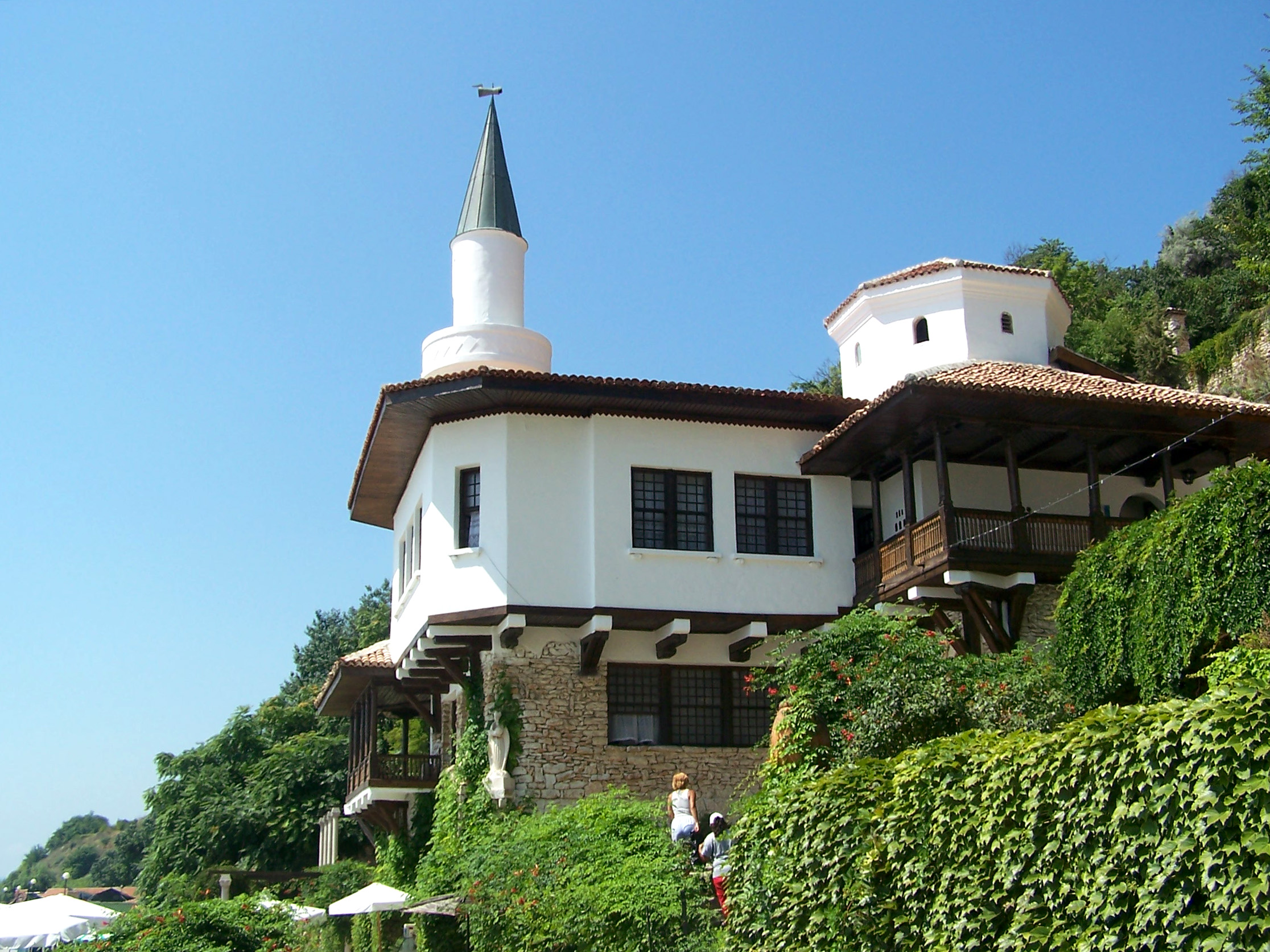
Castell de Balchik vist des de la terrassa inferior
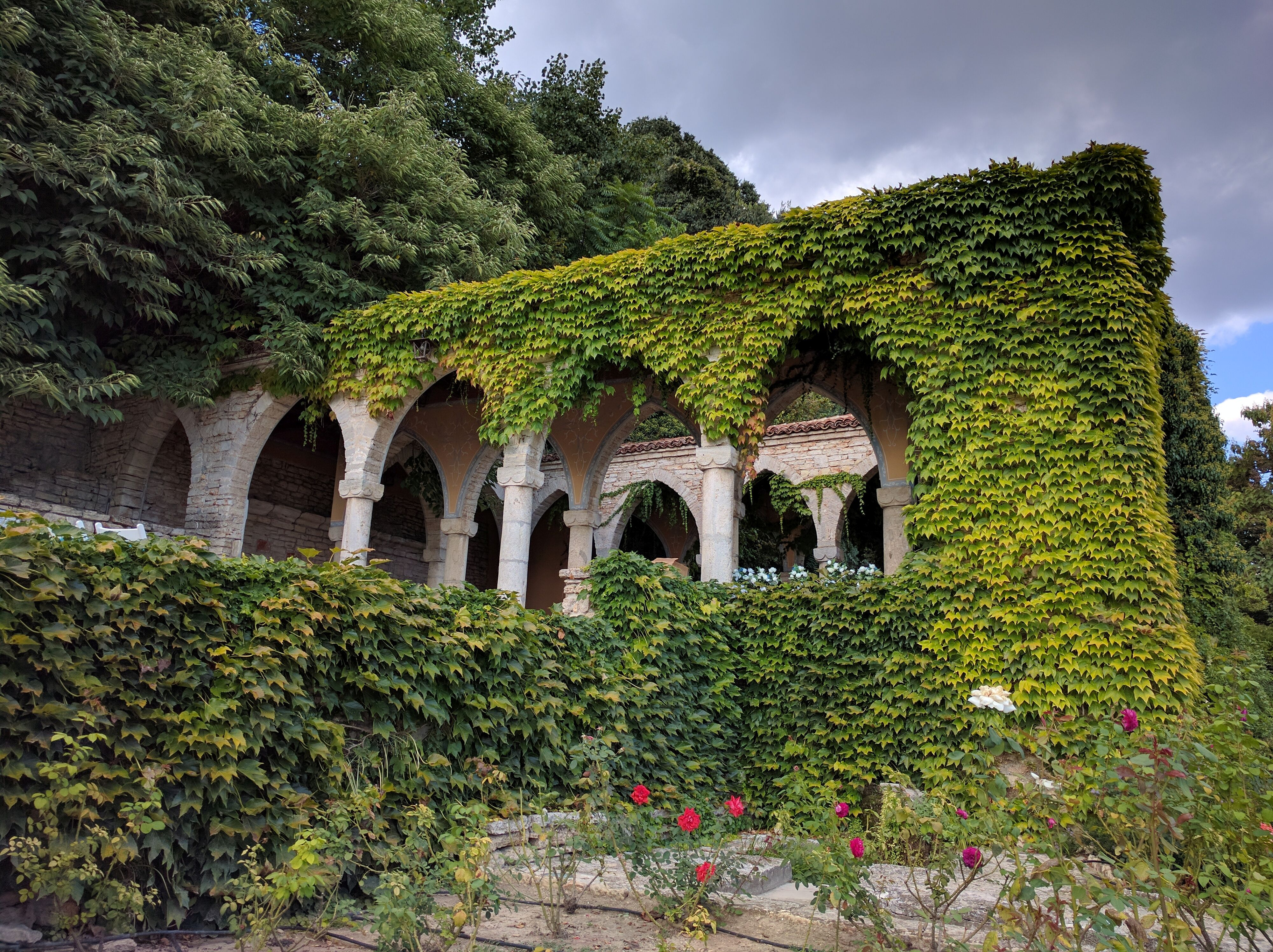
Banys del Castell Balchik vist des de la terrassa inferior
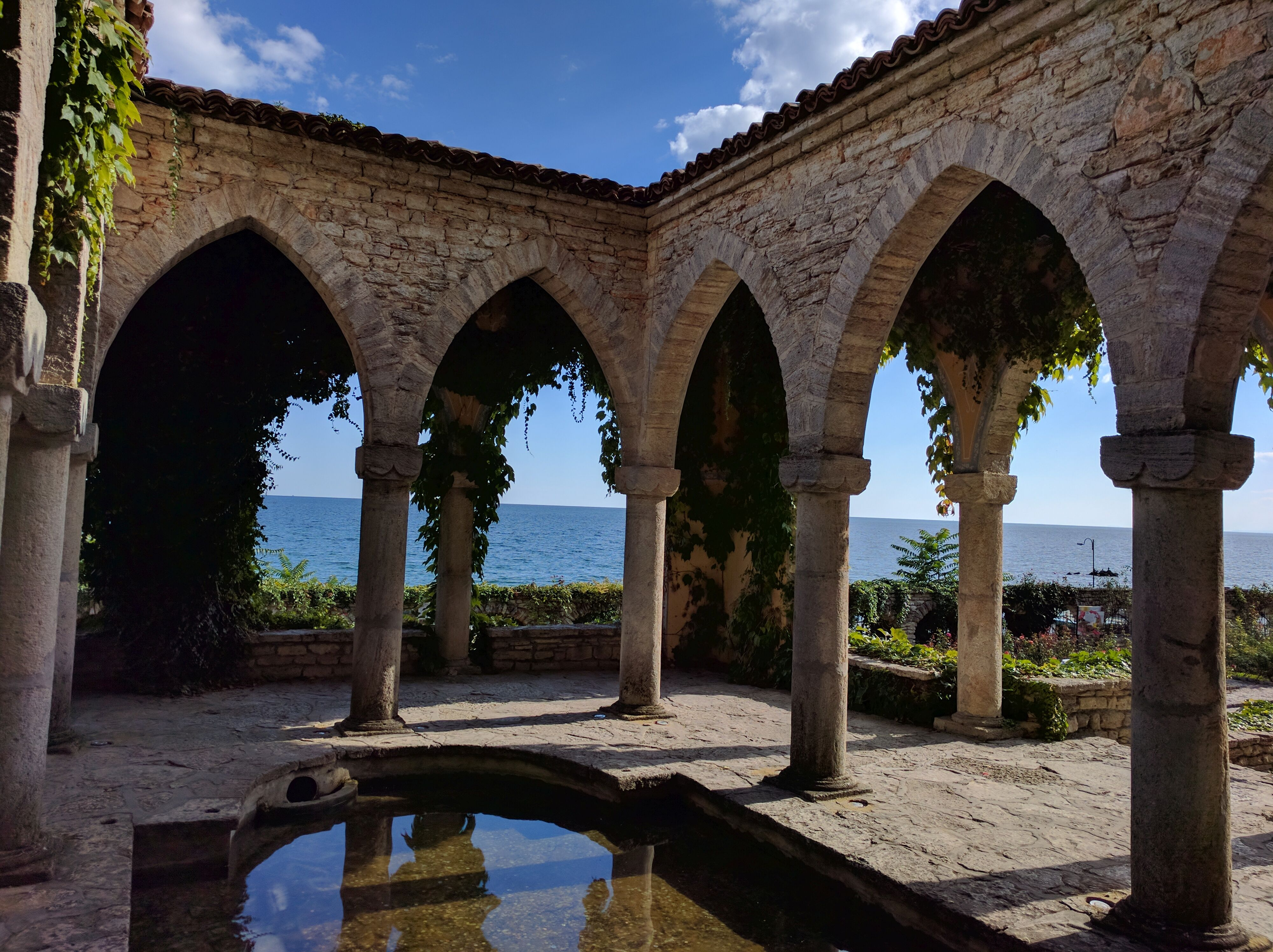
Banys del Castell Balchik
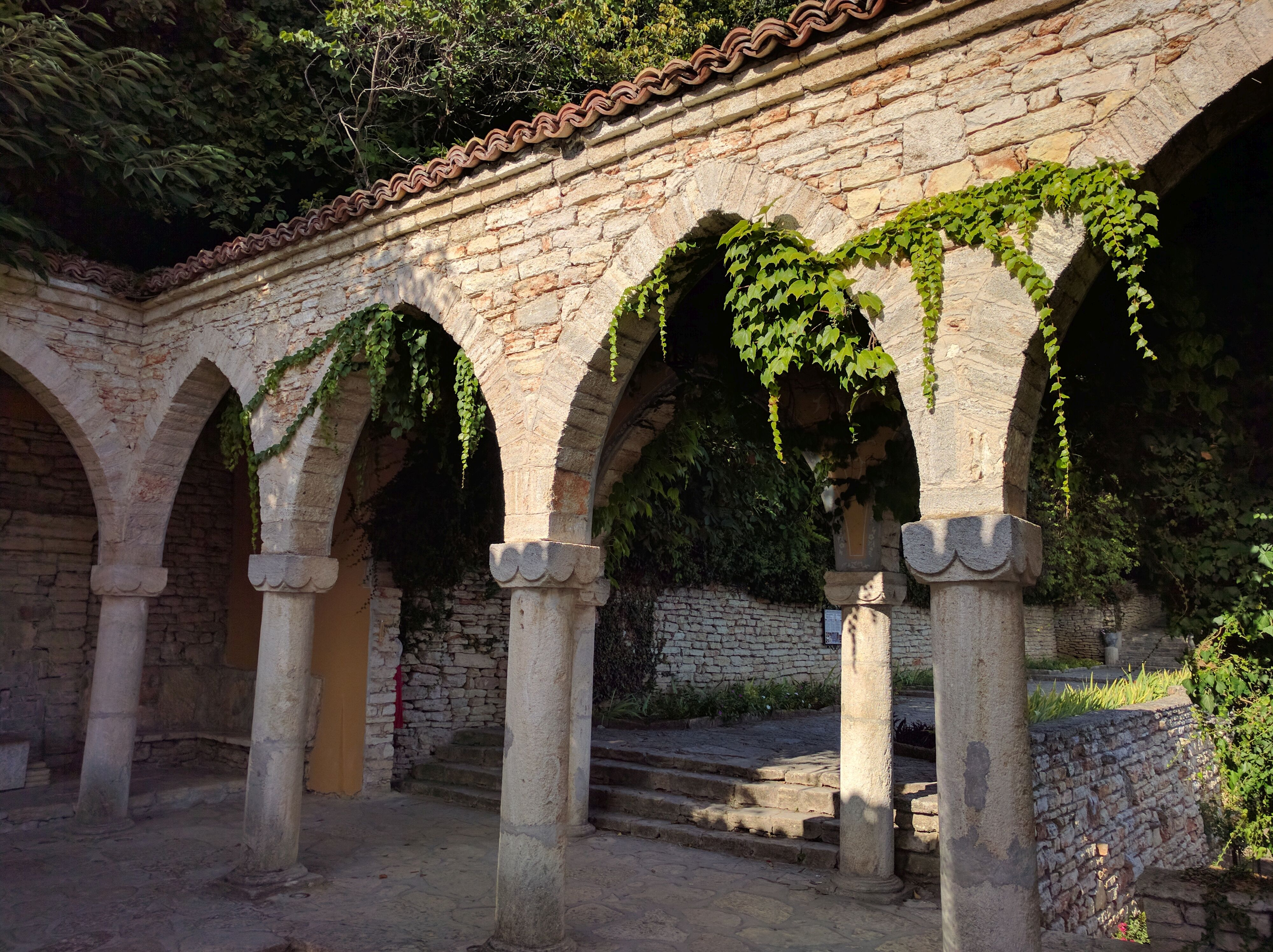
Banys del Castell Balchik
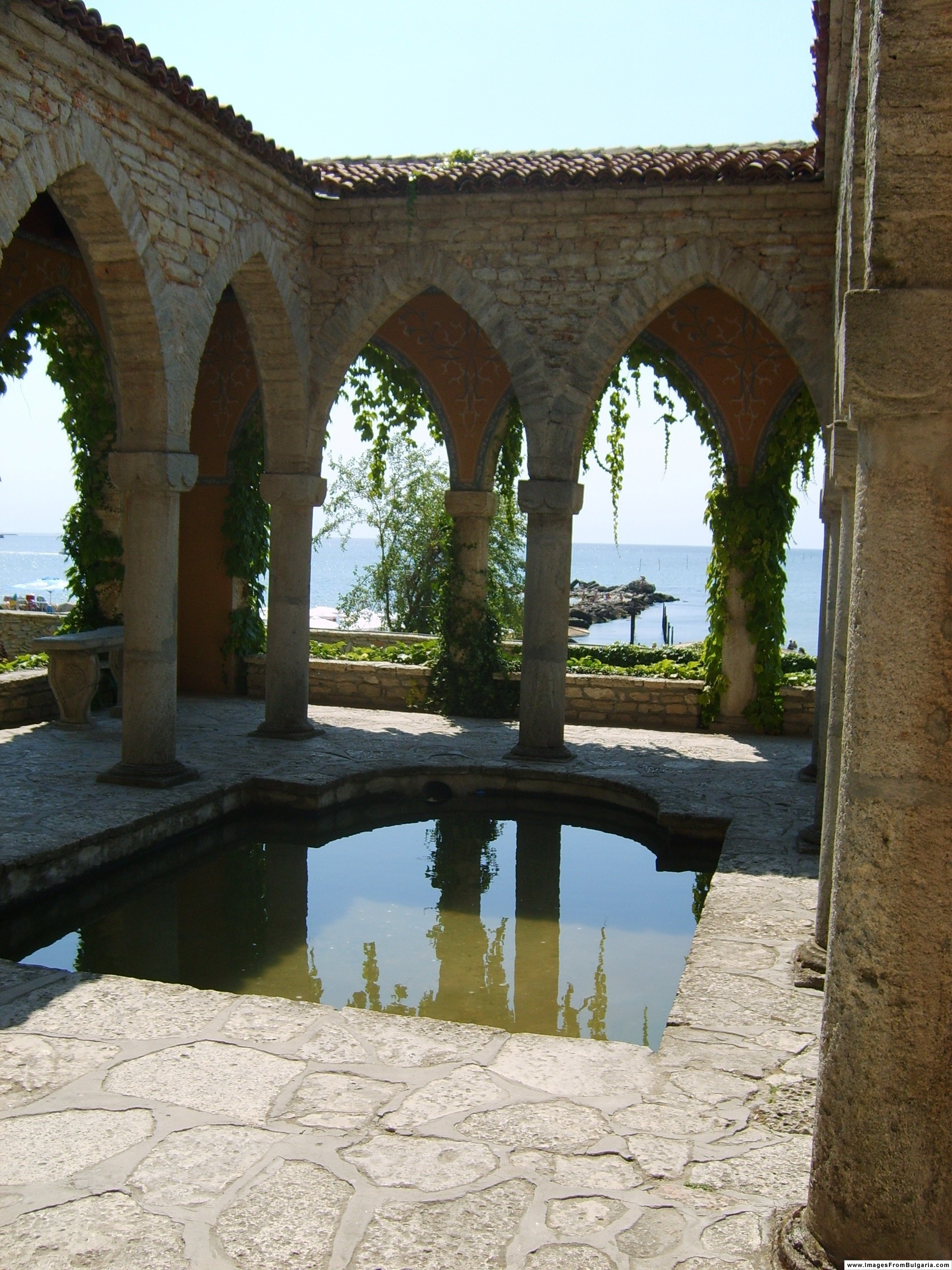
Banys del Castell Balchik
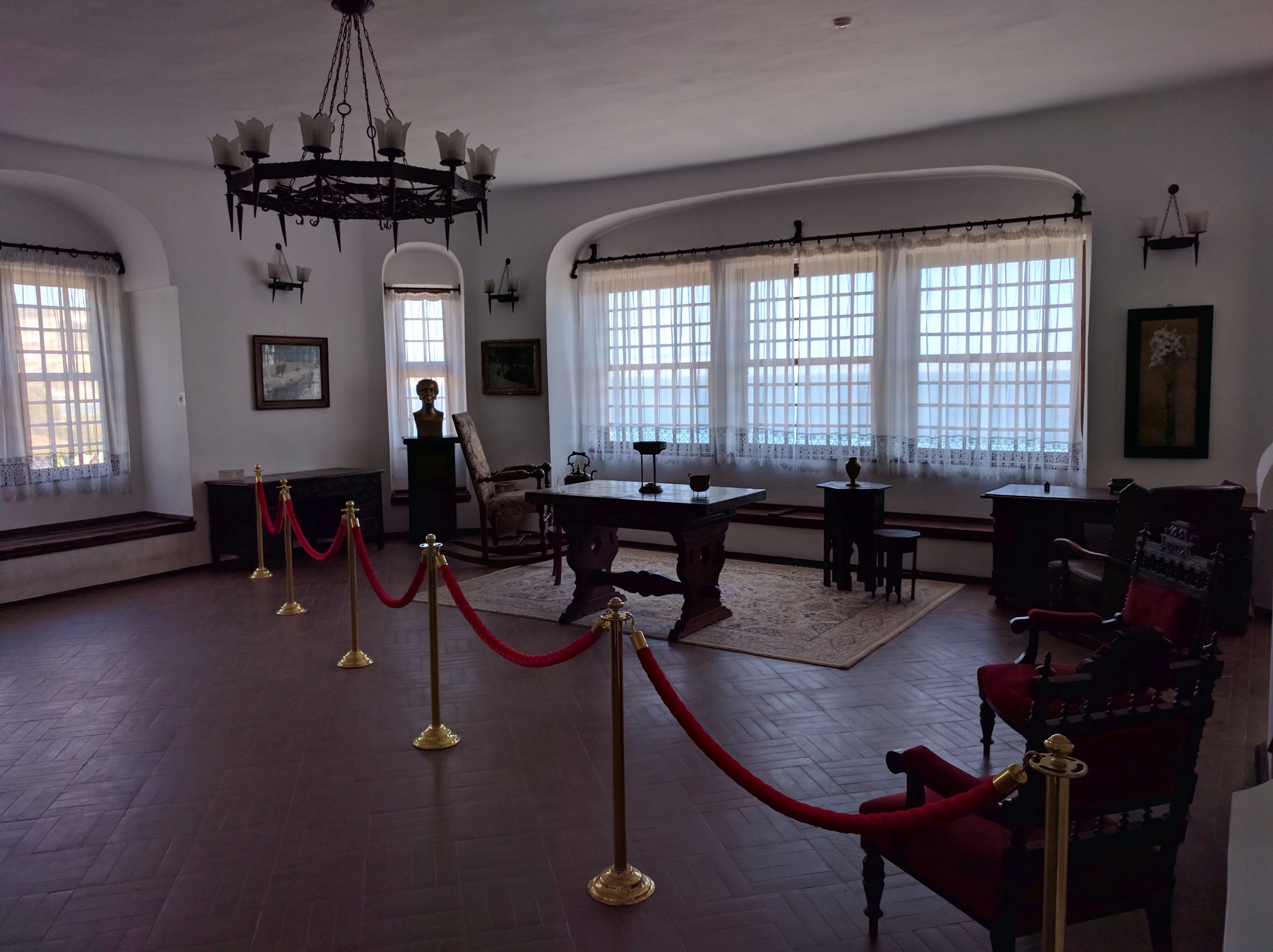
El saló del castell de Balchik (i)
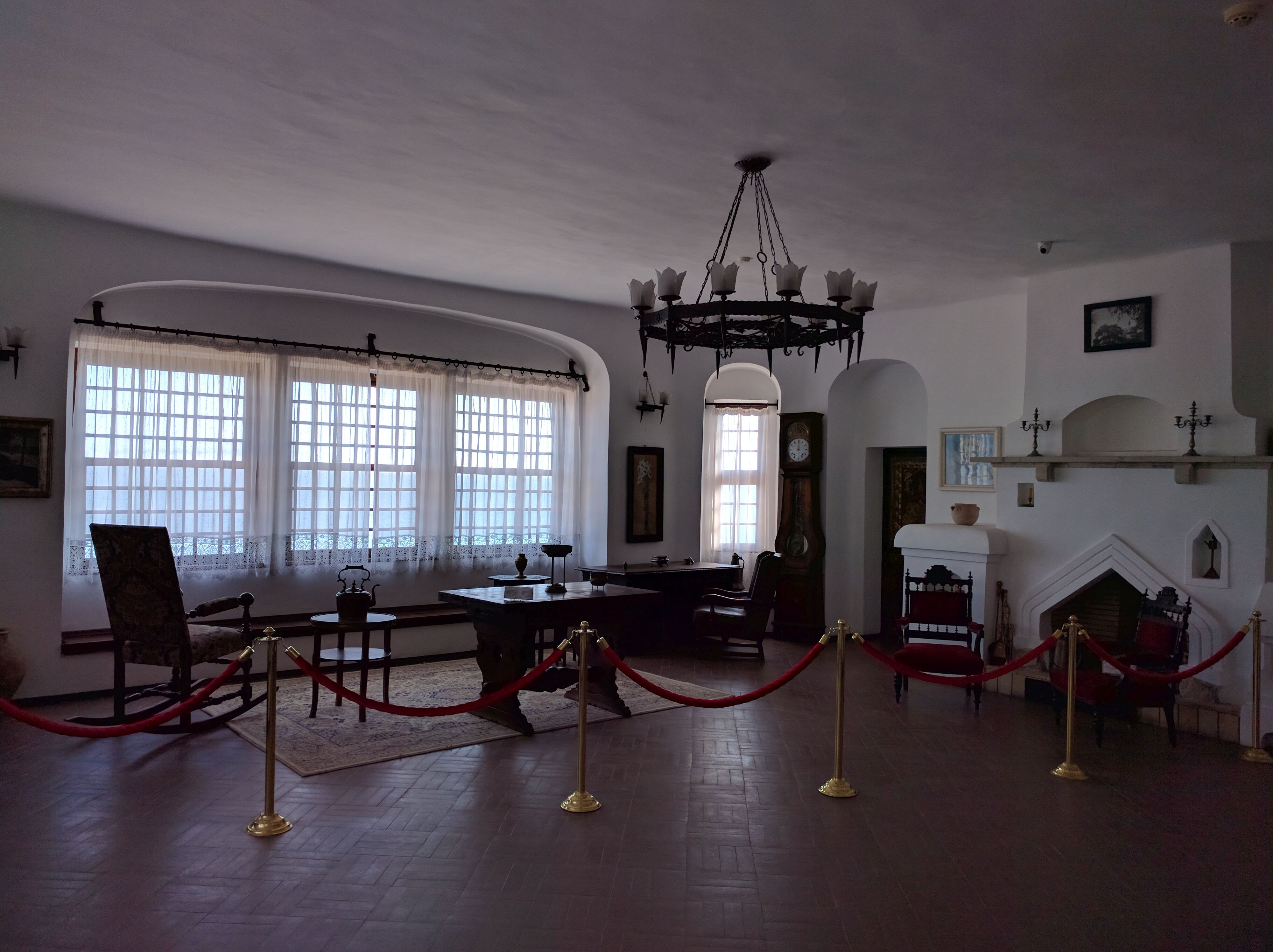
El saló del castell de Balchik (ii)
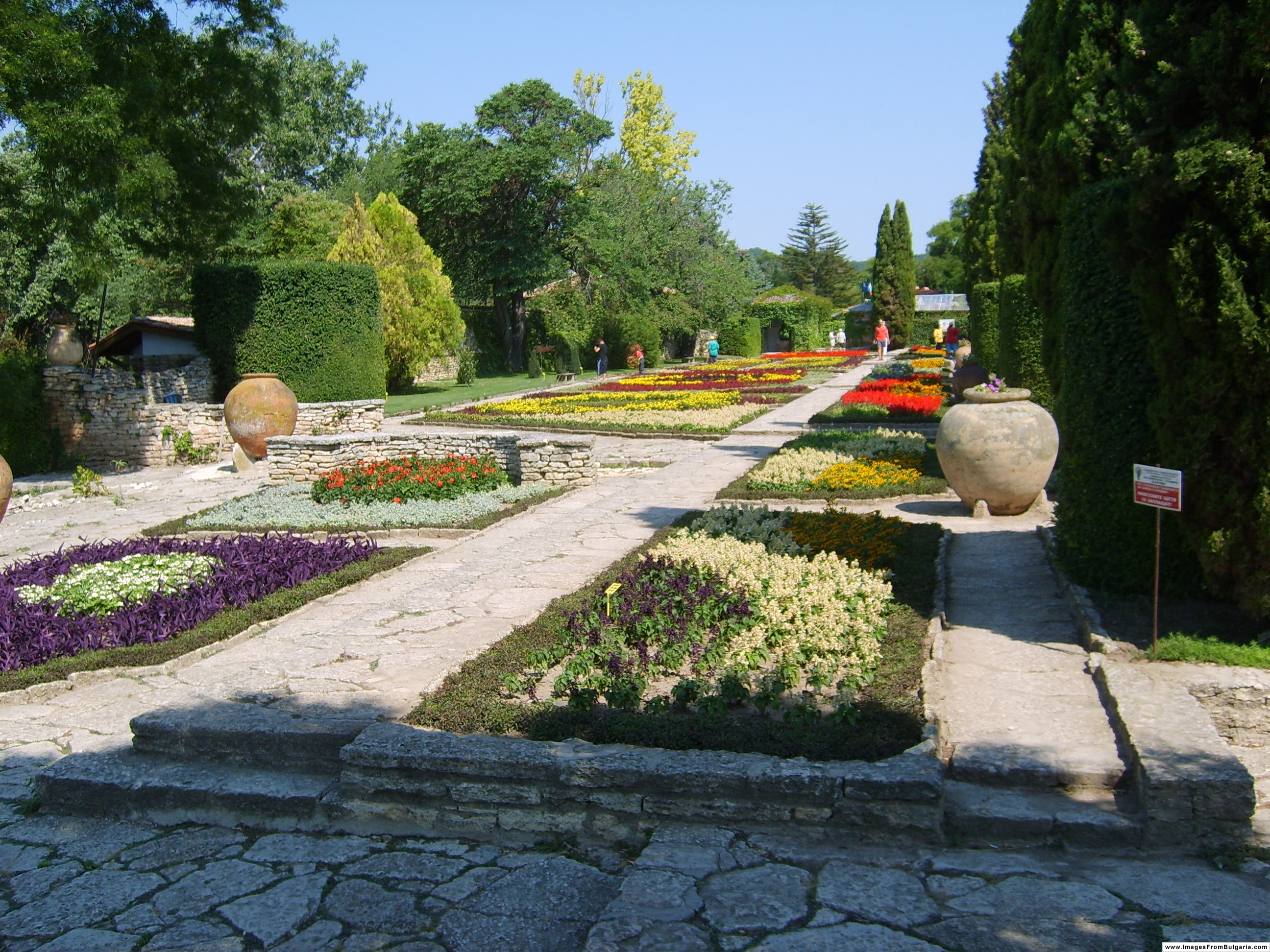
jardí Botànic